# Mala Mislinja
Mala Mislinja este o localitate din comuna Mislinja, Slovenia, cu o populație de 190 de locuitori.